# Península Kermen

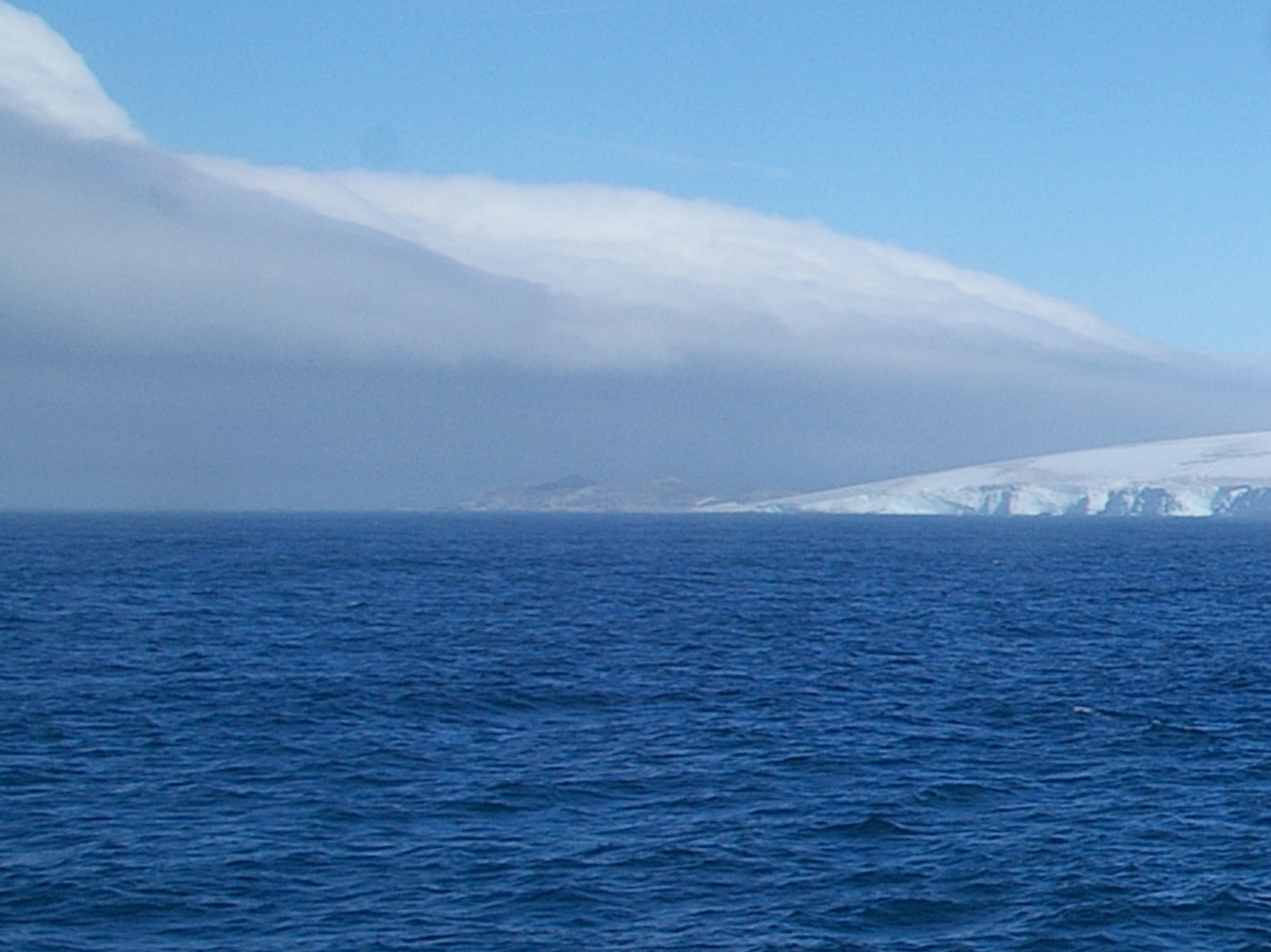

A Península Kermen (Poluostrov Kermen) é uma península de 1,5 km de extensão, formando a extremidade sul da ilha Robert, na Antártida. Em seu redor existe a enseada Micalvi Cove, a nordeste, e o estreito de Bransfield a sudeste. A  metade a sudoeste é livre de neve no Verão. Foi mapeada pelos britânicos em 1968. O seu deriva da cidade de Kermen, no sudeste da Bulgária.